# Chiesa di Sant'Andrea Apostolo (Crespadoro)
La chiesa di Sant'Andrea Apostolo è la parrocchiale di Crespadoro, in provincia e diocesi di Vicenza; fa parte del vicariato di Val del Chiampo.

## Storia
Un luogo di culto a Crespadoro, originariamente filiale della pieve di Santa Maria di Chiampo, risulta attestato già nelle Rationes decimarum compilate tra il 1297 e il 1303.

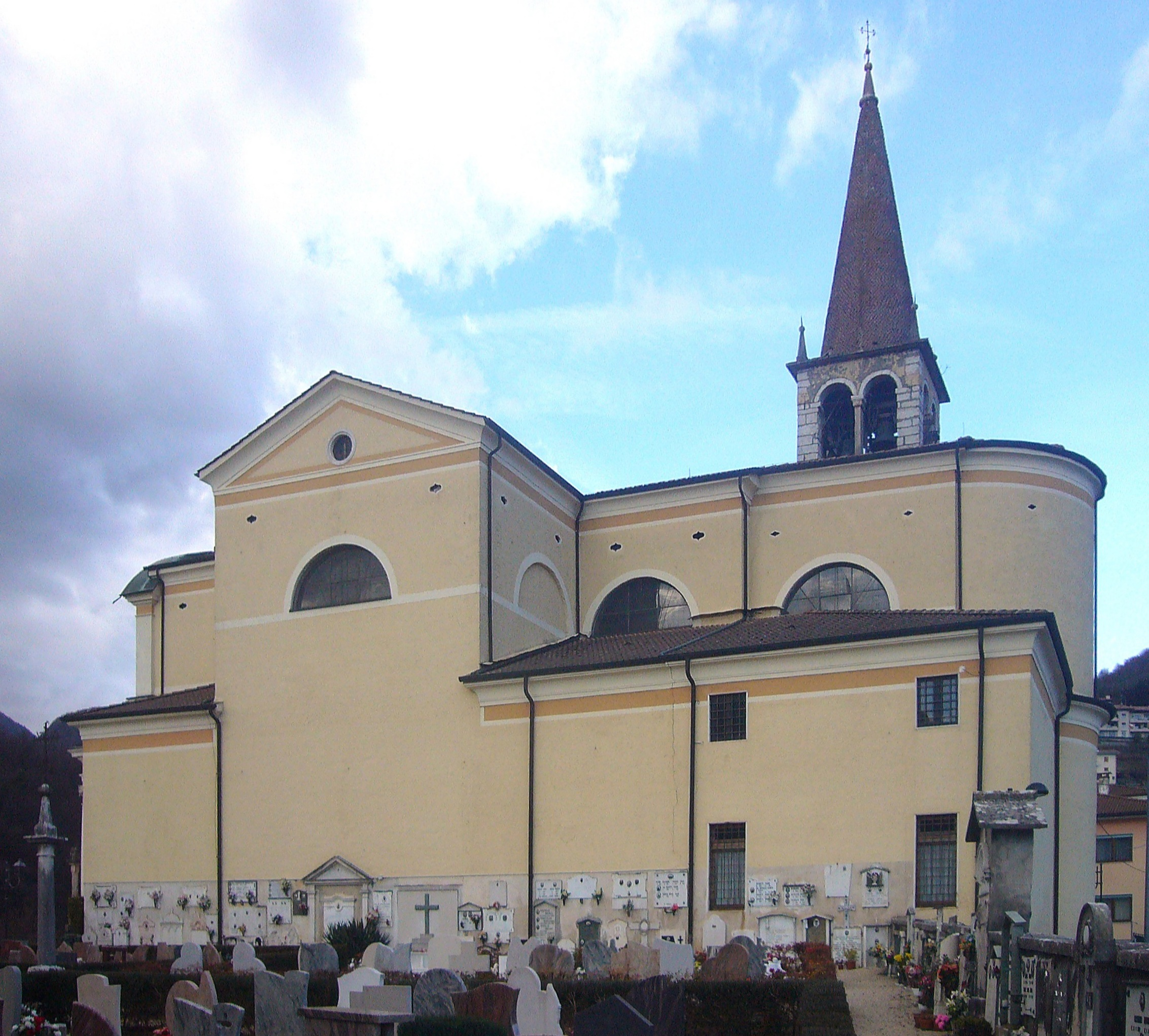
Il fianco meridionale della chiesa

Nei secoli XIV e XV, essendo il paese abitato da genti di stirpe germanica, l'assistenza religiosa era fornita da sacerdoti di lingua tedesca, mentre la cura d'anime risulta retta da clero italiano a partire dal 1449.

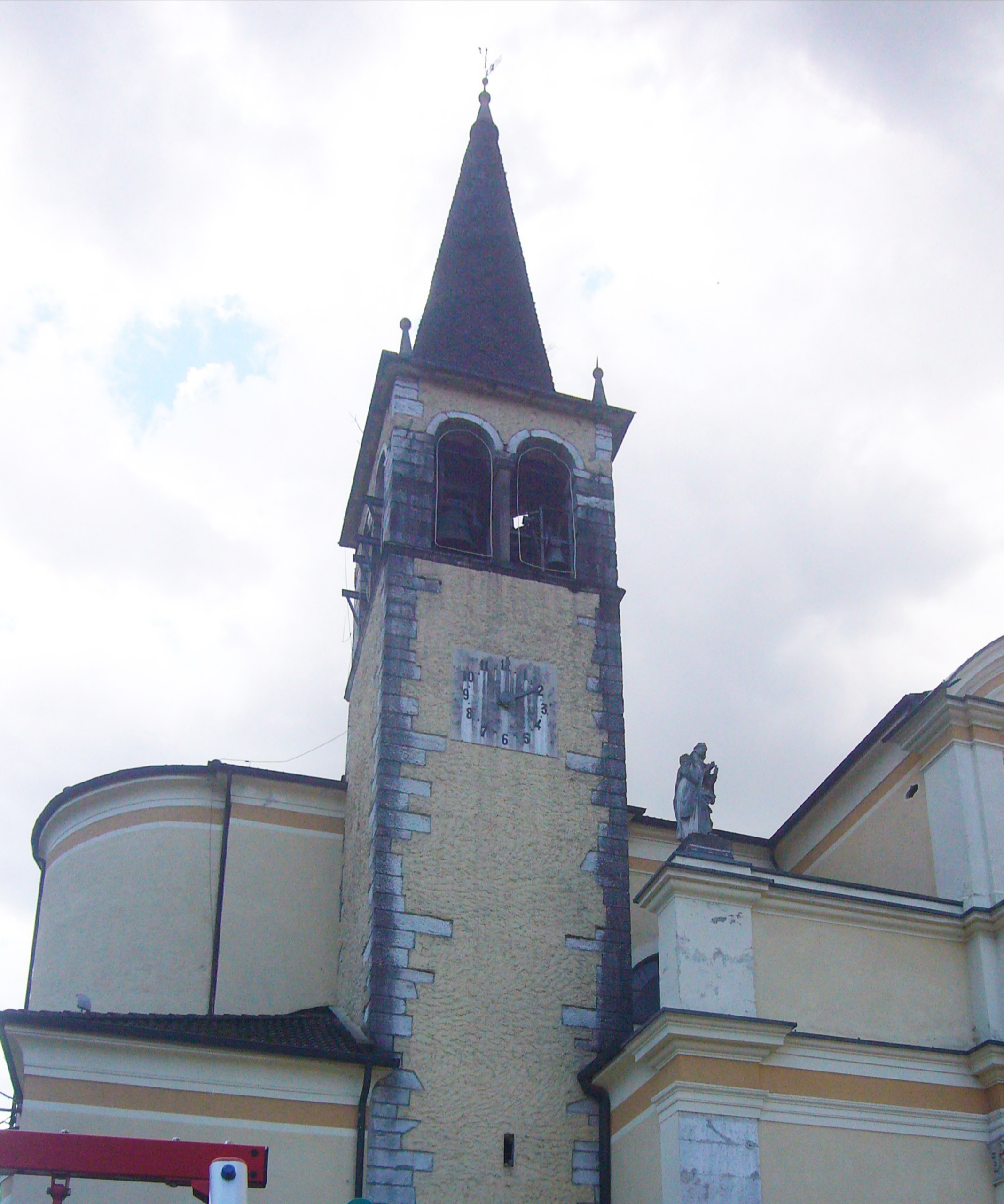
Il campanile

Nel 1865, visto l’aumento costante della popolazione, si decise di demolire la chiesa settecentesca, della quale furono però conservati gli altari, ed iniziare i lavori di costruzione della nuova parrocchiale; l'edificio fu portato a termine nel 1890, per poi essere oggetto di un ampliamento tra il 1900 e il 1901.
La struttura venne interessata da un importante restauro nel 1974 e nel medesimo anno si procedette pure all'esecuzione dell'adeguamento liturgico secondo le norme postconciliari mediante l'aggiunta dell'altare rivolto verso l'assemblea.

## Descrizione

### Esterno
La facciata a salienti della chiesa, rivolta a occidente, è suddivisa in due registri: quello inferiore presenta il portale d'ingresso e da quattro nicchie ed è scandita da quattro semicolonne e da due lesene sorreggenti la trabeazione e il timpano triangolare, mentre quello superiore è caratterizzato da una finestra a lunetta e coronato dal frontone curvilineo sul quale vi è posta la statua acroteriale di Cristo Redentore.
Sul fianco settentrionale dell'edificio è presente una seconda facciata che riprende le linee della prima. Sul timpano campeggia la statua di Andrea (apostolo), mentre sulle due alette vi sono posti Sant’Antonio Abate e Santa Teresa d’Avila.
Annesso alla parrocchiale è il campanile a base quadrata, costruito nel 1729; la cella presenta su ogni lato una bifora ed è coronata dalla guglia.

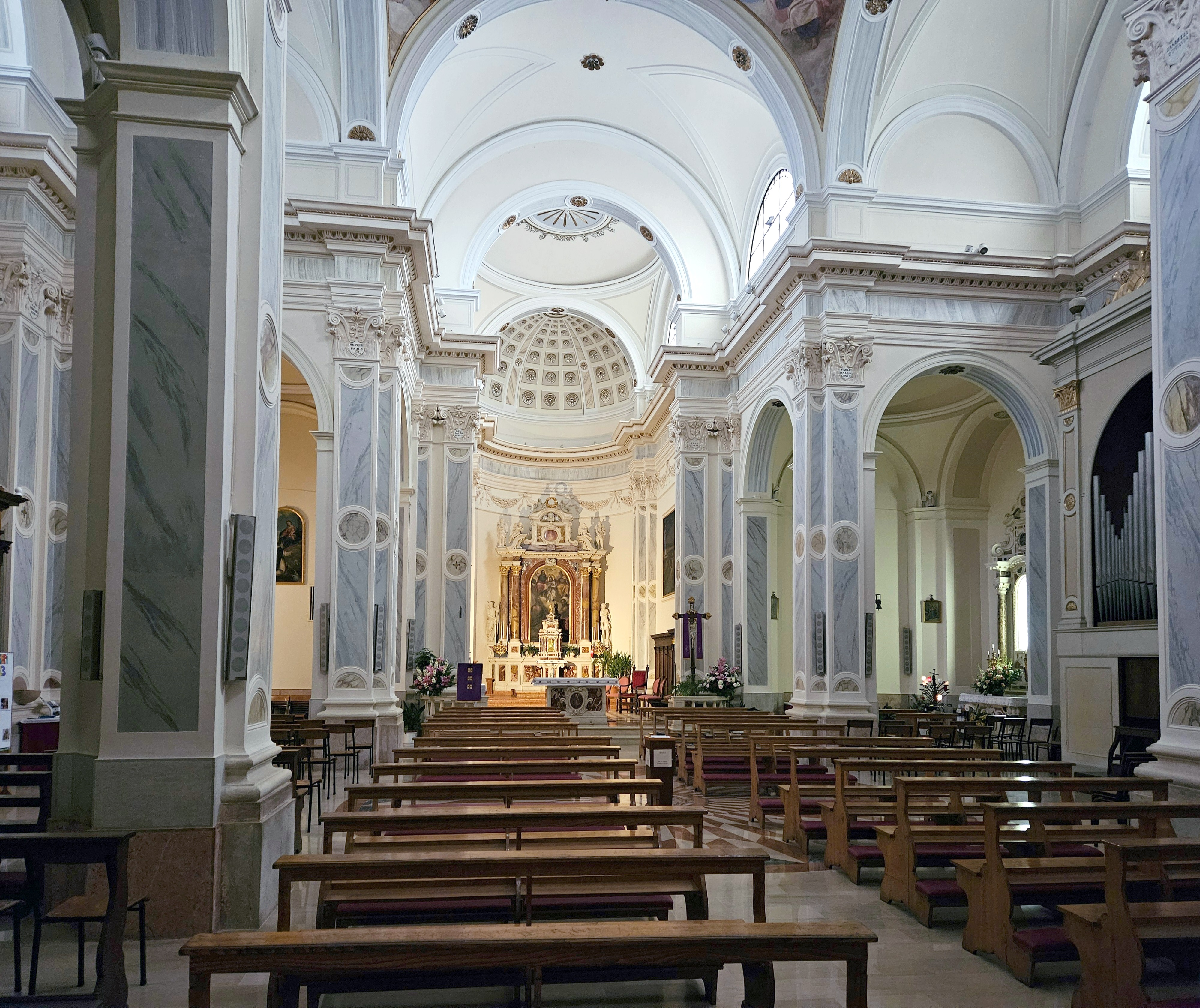
L'interno

### Interno
L'interno dell'edificio, caratterizzato dalla pianta a croce greca, si compone di un'unica navata, le cui pareti sono scandite da lesene con capitelli compositi, sorreggenti la trabeazione aggettante e modanata, e sulla quale si aprono con grandi archi a tutto sesto quattro ampi vani, affacciati anche sul transetto; al termine dell'aula si sviluppa il presbiterio, rialzato di alcuni gradini, ospitante l'altare maggiore e chiuso dall'abside di forma semicircolare.
All’interno domina il colore azzurro del marmorino ricavato da una vicina cava attiva alla fine dell’Ottocento. Sulla cupola vi è affrescata l’apoteosi di Sant’Andrea Apostolo, opera del pittore scledense Antonio Faccin. L’altar maggiore settecentesco contiene una pala d’altare del 1615, opera di Alessandro Maganza che raffigura l’incoronazione della Vergine.